# Ranina ranina
Ranina ranina är en kräftdjursart som först beskrevs av Carl von Linné 1758.  Ranina ranina ingår i släktet Ranina och familjen Raninidae. Inga underarter finns listade i Catalogue of Life.

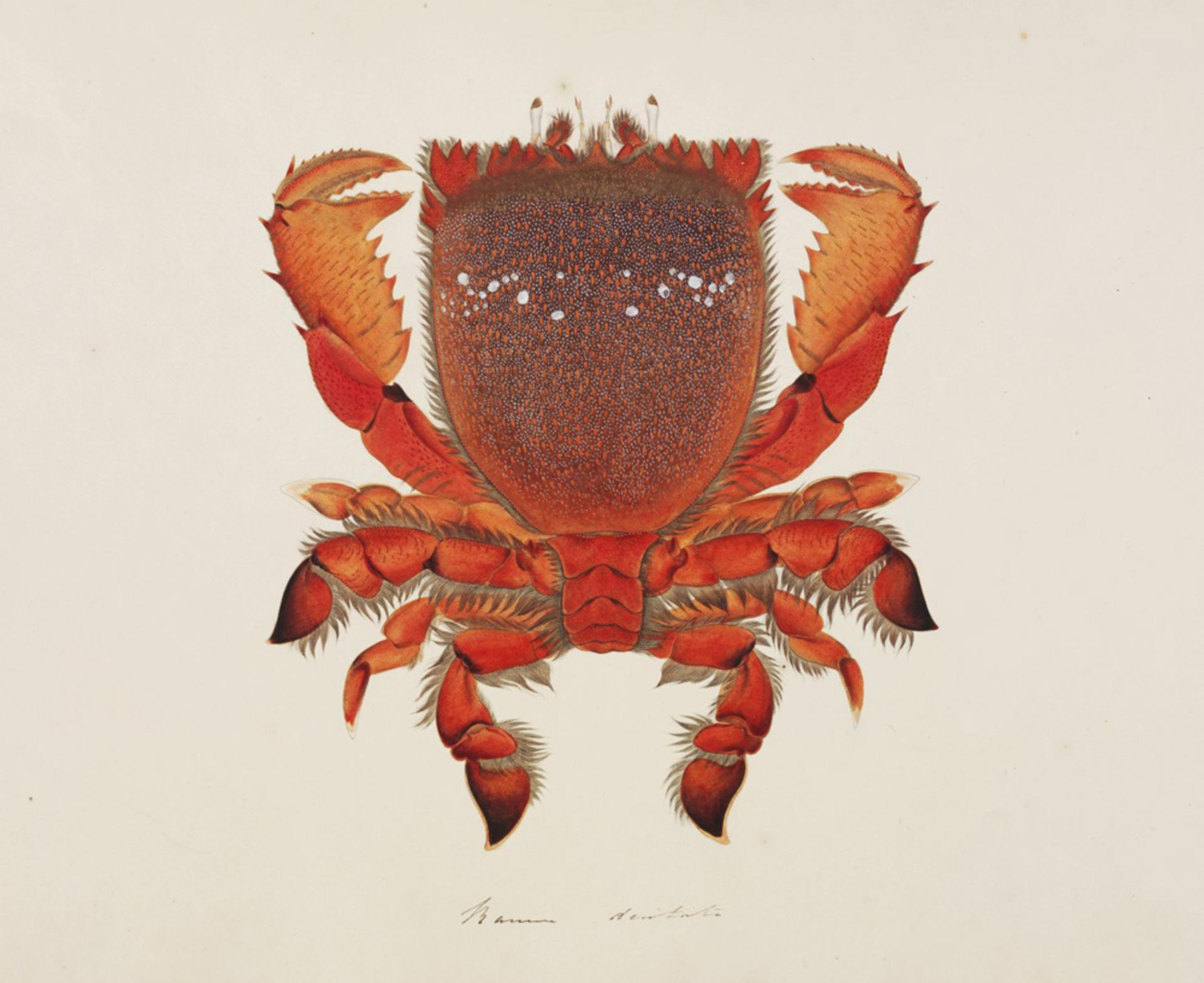
Ranina ranina av Keiga Kawahara, omkring 1825, Siebold Collectie, Naturalis, Leiden
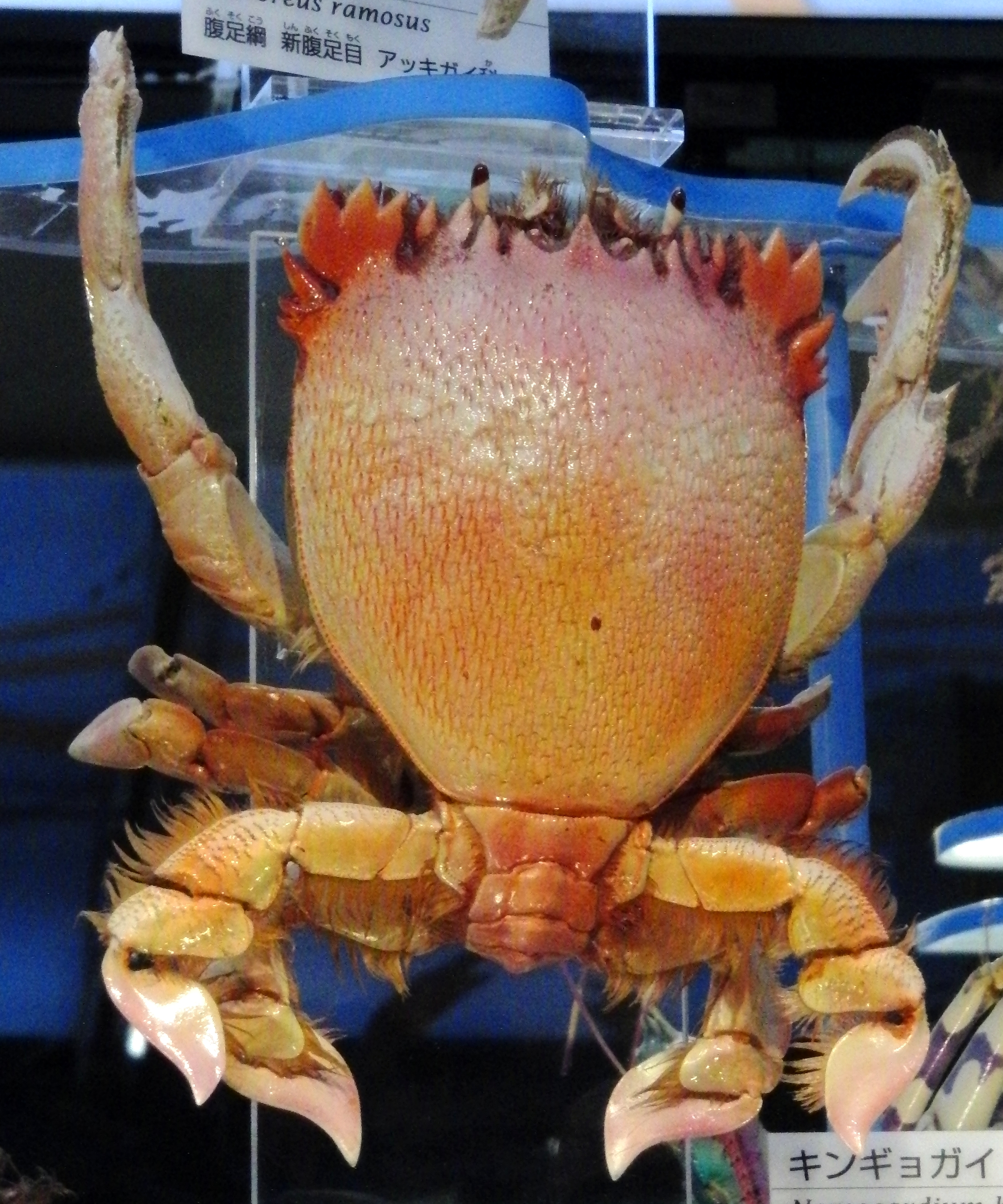
Ranina ranina, taxidermied exemplar, National Museum of Nature and Science, Tokyo